# Hipacy Pociej
Hypatius Pociej (in bielorusso Іпацій Пацей?, Ipacij Pacej, in polacco Hipacy Pociej, in ucraino Іпатій Потій?, Ipatij Potij, al secolo Adam Tyczkowicz; Różanka, 12 agosto 1541 – Volodymyr, 18 luglio 1613) è stato un arcivescovo cattolico, teologo e scrittore polacco; fu castellano di Brėst (1588-1593), vescovo ortodosso di Vladimir (1593-1599) e metropolita di Kiev e della Galizia (1599-1613). Svolse un ruolo attivo nell'Unione di Brest del 1595, di cui fu un convinto sostenitore. Fu anche uno scrittore, un polemista e un teologo.

## Biografia
Adam Tyczkowicz nacque il 12 agosto 1541 a Różanka da una famiglia nobile. Suo padre, Lev Tyczkowicz, era uno scrivano della regina di Polonia Anna Jagellona e morì quando Adam aveva 9 anni. Sua madre, Anna Łosa, dopo la morte del marito sposò il governatore di Smolensk intorno al 1550.
Trascorse i suoi anni giovanili alla corte reale. Il principe Mikolaj "il nero" Radziwiłł si prese cura della sua educazione e lo iscrisse in una scuola calvinista. Poi all'Università Jagellonica di Cracovia. Nel 1572 Adam fu segretario del re Sigismondo II Augusto e nel 1580 fu giudice distrettuale a Brėst. Nel 1588 divenne castellano di Brėst e senatore della Confederazione polacco-lituana.
Nella giovinezza, sotto influenza del principe Radziwiłł, influenzato dal calvinismo (o secondo alcune informazioni passato al calvinismo) Adam si convertì al calvinismo, ma intorno al 1574, spaventato dagli estremi di quella setta, tornò alla Chiesa ortodossa. Nello stesso anno sposò Anna dei Duchi di Hołowniów-Ostrożeckich, con la quale ebbe sei figli.
Dopo la morte della moglie nel 1592, scelse di diventare monaco, prendendo il nome religioso di Hipacy (Hypatius). Grazie al sostegno del principe Konstanty Wasyl Ostrogski, suo caro amico, fu nominato eparca di Volodymyr-Brėst nel 1593 e consacrato vescovo il 6 giugno 1593 dalle mani di Michal Rahoza.
Hipacy svolse un ruolo cruciale nella nascita dell'Unione di Brest, in virtù della quale la Chiesa rutena passò dalla giurisdizione del patriarcato di Costantinopoli all'unione con la Chiesa cattolica. Fu uno dei maggiori sostenitori dell'unione della Chiesa ortodossa rutena in Polonia-Lituania con la Chiesa cattolica. Nel 1595 negoziò come rappresentante con il re Sigismondo III a Cracovia. Poi viaggiò a Roma, insieme all'eparca di Luc'k, Cyril Terlecki, per portare a papa Clemente VIII la petizione firmata dai vescovi a Brėst il 12 giugno 1595 per trattare l'unione. Giunti a Roma il 25 novembre 1595, ottennero l'approvazione del papa sulle condizioni per cui sarebbero stati preservati il rito bizantino, le pratiche liturgiche e il diritto orientale. Dopo tornarono a Luc'k nel marzo del 1596.
Hipacy Pociej dopo l'unione di Brest nel 1596 rimase vescovo di Volodymyr per la nuova chiesa uniate. Fu nominato nuovo metropolita di Kiev nell'agosto del 1599 per volontà del re Sigismondo III Vasa e confermato da papa Clemente VIII il 15 novembre 1600, pur mantenendo fino alla morte la sede di Volodymyr. Nel 1599 fu eletto anche archimandrita del monastero della Lavra di Kiev, ma l'opposizione ortodossa lo portò a dimettersi nel 1605. Nel 1601 fondò un seminario. Il 3 marzo 1605 fu ufficialmente riconosciuto come unico metropolita di rito bizantino nella confederazione polacco-lituano. Il suo quartier generale era Vilnius.
Nell'agosto del 1609 subì anche un attentato da parte di alcuni ortodossi, che si opponevano all'Unione di Brest, pur senza successo. Nel 1609 riuscì a nominare anche un vescovo favorevole all'Unione nell'eparchia di Przemyśl. Ha anche lavorato alla ristrutturazione dell'Ordine basiliano di San Giosafat con l'aiuto di Ruckie.
Pociej morì l'8 luglio 1613 a Volodymyr-Volyns'kyj e fu sepolto nella cattedrale di quella città.
Di Hipacy sono stati conservati diversi scritti polemici e trattati, principalmente per l'unione e la Chiesa uniate, in polacco e in russo.

## Genealogia episcopale e successione apostolica
La genealogia episcopale è:
- Patriarca Geremia II Tranos
- Arcivescovo Michal Rahoza
- Arcivescovo Hipacy Pociej

La successione apostolica è:
- Vescovo Paizjusz Onikiewicz-Sachowski (1603)
- Vescovo Aleksander Atanazy Krupecki (1610)
- Arcivescovo Iosif Rucki (1613)